# DeWitt Clinton (lokomotiv)
DeWitt Clinton var ett amerikanskt ånglok byggt 1831 för bolaget Mohawk & Hudson Railroad. Det var det första ångloket som kördes i staten New York, samt det fjärde som byggdes för att användas i USA. Det döptes efter den amerikanska politikern DeWitt Clinton. Passagerarna fick resa i diligensliknande vagnar, där det gick att sitta både i och ovanpå vagnarna.
Tåget gjorde sin första resa mellan Albany och Schenectady, loket kom dock att skrotas redan 1833. Sextio år senare 1893 lät New York Central Railroad bygga en körbar kopia av tåget inför World's Columbian Exposition. Kopian visades och kördes vid flera tillfällen innan hela tåget köptes av Henry Ford 1934. Det finns nu att beskåda på the Henry Ford Museum i Dearborn.
Loket finns med i datorspelet Railroad Tycoon II.